# Belsnickel
Belsnickel (eller Belschnickel) er en fiktiv skikkelse, som gør sin entré hos børnefamilier i dele af USA ved juletider. Skikkelsen er en Pennsylvania Dutch-tradition. Belschnickel lægger kulstykker i børnenes strømper, hvis de ikke har været artige. Belsnickel er ledsager til Sankt Nikolaus.
Belsnickel kan minde om Krampus i Østrig, Tyskland og Norditalien.